# زاقاتالا
زاقاتالا (به لاتین: Zaqatala) (به آواری: Закатала / Чӏар) (به ساخوری: Гал) شهری در شهرستان زاقاتالا کشور جمهوری آذربایجان است. جمعیت این شهر بر اساس سرشماری سال ۱۹۸۹ میلادی، ۱۸٬۱۹۸ نفر و بر اساس سرشماری سال ۲۰۰۸ میلادی، ۱۸٬۴۰۰ بوده‌است.

## جغرافیا
این شهر مرکز شهرستان زاقاتالا در شمال غربی کشور جمهوری آذربایجان و در میانه بزرگراه یولاخ-شکی-تفلیس و ۱۵۲ کیلومتری شهر یولاخ و ۴۳۰ کیلومتری شهر باکو است. این شهر در دامنه‌های جنوبی رشته‌کوه قفقاز بزرگ و در کرانه رود تالا جای دارد.

## ریشه واژه
بر اساس یک روایت زاقاتالا شکلی تغییر یافته از نام ساکاتالا است که اشاره به قوم سکا دارد.  در سده هفتم پیش از میلاد سکاها به آسیای غربی کوچ کردند و بخشی از آن‌ها در سرزمین آلبانیای قفقاز از ساحل راست رود کورا تا دامنه کوه‌های قفقاز ساکن شدند. منطقه زاقاتالا یکی از بخش‌های تشکیل‌دهنده آلبانیای قفقاز باستان بود و در غرب آن جای داشت‌.

## تاریخ

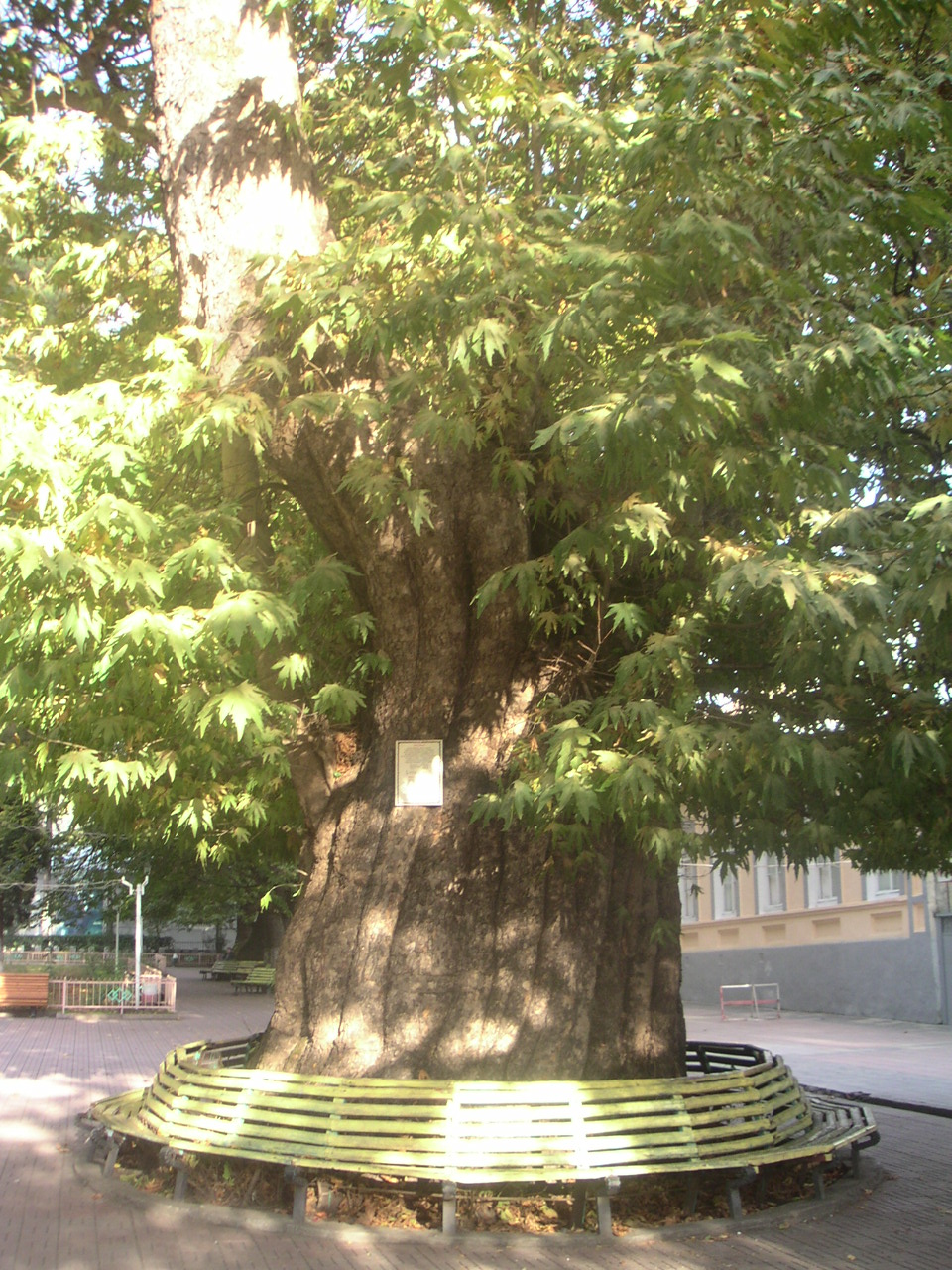
چنار تاریخی زاقاتالا

زاقاتالا از شهرهای کهن در منطقه آلبانیای قفقاز بوده است و مدت‌ها یک پادشاهی کوچک تحت نفوذ فرهنگی و سیاسی گرجستان بود. این شهر در سده پنجم میلادی بخشی از پادشاهی ایبری و در سده‌های میانی بخشی از سرزمین شروانشاهان بود.
آثار تاریخی شهر عمدتاً در بخش مرکزی شهر و مربوط به سده ۱۹ میلادی هستند. میدان اصلی که پیش‌تر در دوران اتحاد شوروی میدان لنین نامیده می‌شد، دارای یک جفت چنار ۷۰۰ ساله است.
برجسته‌ترین اثر تاریخی شهر یک دژ ویران شده است که در دهه ۱۸۳۰ میلادی به دست نیروهای روسی در جنگ با خانات شکی (وابسته به ایران) اشغال شده است و  در طول جنگ قفقاز برای دفاع از شهر در برابر شورشیان ساخته شد. در دهه ۱۸۵۰ میلادی، این شهر محل نبرد میان روس‌ها و داغستانی‌ها بود.
این شهر میان سال‌های ۱۸۹۳ و ۱۹۰۵ میلادی مرکز فرمانداری زاقاتال در استان تفلیس بود. این شهر برای مدت کوتاهی در سال ۱۹۱۸ میلادی بخشی از جمهوری فدرال دموکراتیک ماوراء قفقاز بود و سپس به جمهوری دموکراتیک آذربایجان و پس از آن به جمهوری سوسیالیستی آذربایجان شوروی ضمیمه شد. در سده بیستم دژ تاریخی این شهر به عنوان یکی از زندان‌های خدمه نبردناو پوتمکین به کار رفت و شهرت بیشتری پیدا کرد. اقدامات این زندانی‌ها در انقلاب ۱۹۰۵ روسیه از عوامل پیشروی برای انقلاب روسیه در سال ۱۹۱۷ میلادی بود. با این حال این دژ در اواخر دهه ۱۹۸۰، در وضعیت بسیار فرسوده قرار داشت و از زمین‌های پیرامون آن برای چراگاه دام در تابستان استفاده می‌شد. تندیس یکی از قیام‌کنندگان که در دوران شوروی نصب شده بود، هنوز در پارک حیدر علی‌اف و در نزدیکی این دژ جای دارد. هم‌اکنون در نزدیکی این بنا یک پادگان نظامی و چندین ساختمان به سبک دوران شوروی وجود دارد. در نزدیکی بخش شمالی باروهای دژ یک کلیسای متروکه قرار دارد.

## مردم
جمعیت این شهر در سال ۲۰۲۰ میلادی ۳۲۱۷۱ نفر بوده است.
بیش‌تر مردم این شهر از آذری‌ها و آوارها،  و اقلیت‌های قابل توجهی از لزگی‌ها، ساخورها و اینگیلوی‌ها هستند. بیش‌تر جمعیت عمدتاً مسلمان سنی و با اقلیت مسیحی ارتدکس (عمدتاً گرجی) هستند.

## آب و هوا
زاقاتالا دارای آب و هوای نیمه گرمسیری مرطوب است.
| داده‌های اقلیم زاقاتالا (۱۹۷۱–۱۹۹۰ و ۱۹۵۲–۱۹۹۴)              | داده‌های اقلیم زاقاتالا (۱۹۷۱–۱۹۹۰ و ۱۹۵۲–۱۹۹۴) | داده‌های اقلیم زاقاتالا (۱۹۷۱–۱۹۹۰ و ۱۹۵۲–۱۹۹۴) | داده‌های اقلیم زاقاتالا (۱۹۷۱–۱۹۹۰ و ۱۹۵۲–۱۹۹۴) | داده‌های اقلیم زاقاتالا (۱۹۷۱–۱۹۹۰ و ۱۹۵۲–۱۹۹۴) | داده‌های اقلیم زاقاتالا (۱۹۷۱–۱۹۹۰ و ۱۹۵۲–۱۹۹۴) | داده‌های اقلیم زاقاتالا (۱۹۷۱–۱۹۹۰ و ۱۹۵۲–۱۹۹۴) | داده‌های اقلیم زاقاتالا (۱۹۷۱–۱۹۹۰ و ۱۹۵۲–۱۹۹۴) | داده‌های اقلیم زاقاتالا (۱۹۷۱–۱۹۹۰ و ۱۹۵۲–۱۹۹۴) | داده‌های اقلیم زاقاتالا (۱۹۷۱–۱۹۹۰ و ۱۹۵۲–۱۹۹۴) | داده‌های اقلیم زاقاتالا (۱۹۷۱–۱۹۹۰ و ۱۹۵۲–۱۹۹۴) | داده‌های اقلیم زاقاتالا (۱۹۷۱–۱۹۹۰ و ۱۹۵۲–۱۹۹۴) | داده‌های اقلیم زاقاتالا (۱۹۷۱–۱۹۹۰ و ۱۹۵۲–۱۹۹۴) | داده‌های اقلیم زاقاتالا (۱۹۷۱–۱۹۹۰ و ۱۹۵۲–۱۹۹۴) |
| ماه                                                         | ژانویه                                         | فوریه                                          | مارس                                           | آوریل                                          | مه                                             | ژوئن                                           | ژوئیه                                          | اوت                                            | سپتامبر                                        | اکتبر                                          | نوامبر                                         | دسامبر                                         | سال                                            |
| ----------------------------------------------------------- | ---------------------------------------------- | ---------------------------------------------- | ---------------------------------------------- | ---------------------------------------------- | ---------------------------------------------- | ---------------------------------------------- | ---------------------------------------------- | ---------------------------------------------- | ---------------------------------------------- | ---------------------------------------------- | ---------------------------------------------- | ---------------------------------------------- | ---------------------------------------------- |
| سابقهٔ بیش‌ترین °C (°F)                                       | ۲۰٫۰ (۶۸)                                      | ۲۳٫۹ (۷۵)                                      | ۲۷٫۸ (۸۲)                                      | ۳۱٫۱ (۸۸)                                      | ۳۶٫۱ (۹۷)                                      | ۳۶٫۱ (۹۷)                                      | ۳۸٫۹ (۱۰۲)                                     | ۳۸٫۹ (۱۰۲)                                     | ۳۷٫۲ (۹۹)                                      | ۳۲٫۸ (۹۱)                                      | ۲۵٫۰ (۷۷)                                      | ۲۲٫۸ (۷۳)                                      | ۳۸٫۹ (۱۰۲)                                     |
| میانگین بیش‌ترین °C (°F)                                     | ۵٫۳ (۴۲)                                       | ۶٫۳ (۴۳)                                       | ۱۱٫۲ (۵۲)                                      | ۱۸٫۸ (۶۶)                                      | ۲۲٫۲ (۷۲)                                      | ۲۶٫۸ (۸۰)                                      | ۳۰٫۵ (۸۷)                                      | ۲۹٫۳ (۸۵)                                      | ۲۵٫۷ (۷۸)                                      | ۱۸٫۸ (۶۶)                                      | ۱۲٫۵ (۵۵)                                      | ۷٫۹ (۴۶)                                       | ۱۷٫۹ (۶۴)                                      |
| میانگین روزانه °C (°F)                                      | ۱٫۱ (۳۴)                                       | ۲٫۳ (۳۶)                                       | ۵٫۸ (۴۲)                                       | ۱۲٫۷ (۵۵)                                      | ۱۷٫۰ (۶۳)                                      | ۲۰٫۹ (۷۰)                                      | ۲۴٫۶ (۷۶)                                      | ۲۳٫۷ (۷۵)                                      | ۱۹٫۸ (۶۸)                                      | ۱۳٫۵ (۵۶)                                      | ۷٫۹ (۴۶)                                       | ۳٫۲ (۳۸)                                       | ۱۲٫۷ (۵۵)                                      |
| میانگین کم‌ترین °C (°F)                                      | −۱٫۹ (۲۹)                                      | −۱٫۱ (۳۰)                                      | ۲٫۷ (۳۷)                                       | ۸٫۰ (۴۶)                                       | ۱۲٫۰ (۵۴)                                      | ۱۶٫۱ (۶۱)                                      | ۱۹٫۴ (۶۷)                                      | ۱۸٫۶ (۶۵)                                      | ۱۵٫۰ (۵۹)                                      | ۹٫۴ (۴۹)                                       | ۴٫۶ (۴۰)                                       | ۰٫۴ (۳۳)                                       | ۸٫۶ (۴۷)                                       |
| سابقهٔ کم‌ترین °C (°F)                                        | −۲۲٫۸ (−۹)                                     | −۱۳٫۹ (۷)                                      | −۱۲٫۲ (۱۰)                                     | −۳٫۹ (۲۵)                                      | ۱٫۱ (۳۴)                                       | ۶٫۱ (۴۳)                                       | ۸٫۹ (۴۸)                                       | ۷٫۸ (۴۶)                                       | ۲٫۲ (۳۶)                                       | −۵٫۰ (۲۳)                                      | −۷٫۸ (۱۸)                                      | −۱۸٫۹ (−۲)                                     | −۲۲٫۸ (−۹)                                     |
| بارندگی میلی‌متر (اینچ)                                      | ۳۵ (۱٫۳۸)                                      | ۵۲ (۲٫۰۵)                                      | ۶۷ (۲٫۶۴)                                      | ۷۸ (۳٫۰۷)                                      | ۱۱۵ (۴٫۵۳)                                     | ۱۲۹ (۵٫۰۸)                                     | ۶۴ (۲٫۵۲)                                      | ۷۵ (۲٫۹۵)                                      | ۶۵ (۲٫۵۶)                                      | ۱۰۶ (۴٫۱۷)                                     | ۷۲ (۲٫۸۳)                                      | ۳۳ (۱٫۳)                                       | ۸۹۱ (۳۵٫۰۸)                                    |
| میانگین روزهای بارندگی                                      | ۷                                              | ۸                                              | ۱۱                                             | ۱۲                                             | ۱۳                                             | ۱۰                                             | ۷                                              | ۷                                              | ۷                                              | ۹                                              | ۸                                              | ۷                                              | ۱۰۶                                            |
| میانگین روزانه ساعت‌های تابش آفتاب                           | ۱۱۴٫۳                                          | ۱۰۳٫۸                                          | ۱۳۰٫۰                                          | ۱۷۶٫۷                                          | ۲۱۵٫۶                                          | ۲۶۱٫۰                                          | ۲۷۴٫۸                                          | ۲۵۵٫۳                                          | ۲۲۰٫۲                                          | ۱۵۷٫۸                                          | ۱۳۰٫۵                                          | ۱۱۰٫۲                                          | ۲٬۱۵۰٫۲                                        |
| منبع شماره ۱: NOAA                                          |                                                |                                                |                                                |                                                |                                                |                                                |                                                |                                                |                                                |                                                |                                                |                                                |                                                |
| منبع شماره ۲: Sistema de Clasificación Bioclimática Mundial |                                                |                                                |                                                |                                                |                                                |                                                |                                                |                                                |                                                |                                                |                                                |                                                |                                                |

## ورزش

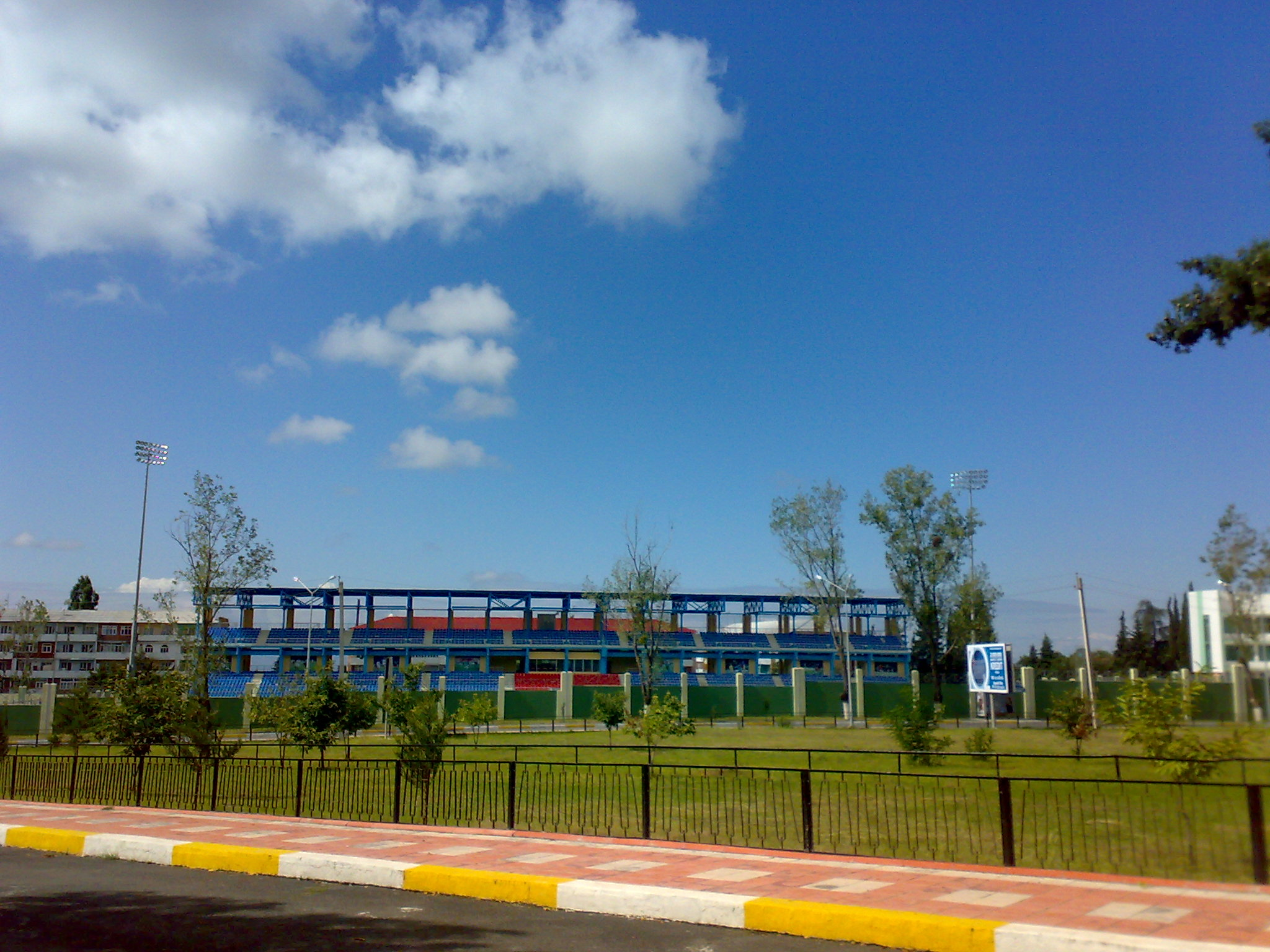
ورزشگاه شهر زاقاتالا

این شهر دارای ۲ باشگاه فوتبال به نام سیمرغ و  زاقاتالا است. ورزشگاه شهر زاقاتالا با گنجایش ۳۵۰۰ نفر در سال ۲۰۰۸ میلادی در مجموعه ورزشی المپیک شهر زاقاتالا گشایش یافت و میزبان بازی‌های این دو باشگاه در این شهر است.

## اقتصاد
این شهر و حومه آن دارای کارخانه آجیل سازی، کارخانه کنسروسازی، کارخانه آجرپزی و آسفالت سازی، کارگاه‌های مبلمان سازی، کارخانه‌های لبنیات و باغ‌ها و کشتزارهای چای، میوه و غلات است.

## ترابری
این شهر دارای یک فرودگاه است که با اتوبوس به مرکز شهر دسترسی دارد. پروازهای داخلی آن به مقصد شهر باکو است.
این شهر دارای ایستگاه راه‌آهن و اتوبوس است و مردم همه روزه از راه آن‌ها به شهرهای دیگر از جمله باکو سفر می‌کنند. این شهر به صورت زمینی ۱۲ ساعت تا باکو فاصله دارد.

## افراد و اهالی شناخته‌شده
- داویت مالیان بازیگر ارمنی سینما و صحنه، کارگردان تئاتر در اتحاد شوروی و برنده جایزه هنرمند خلق اتحاد جماهیر شوروی (۱۹۷۴ میلادی)

## نگارخانه

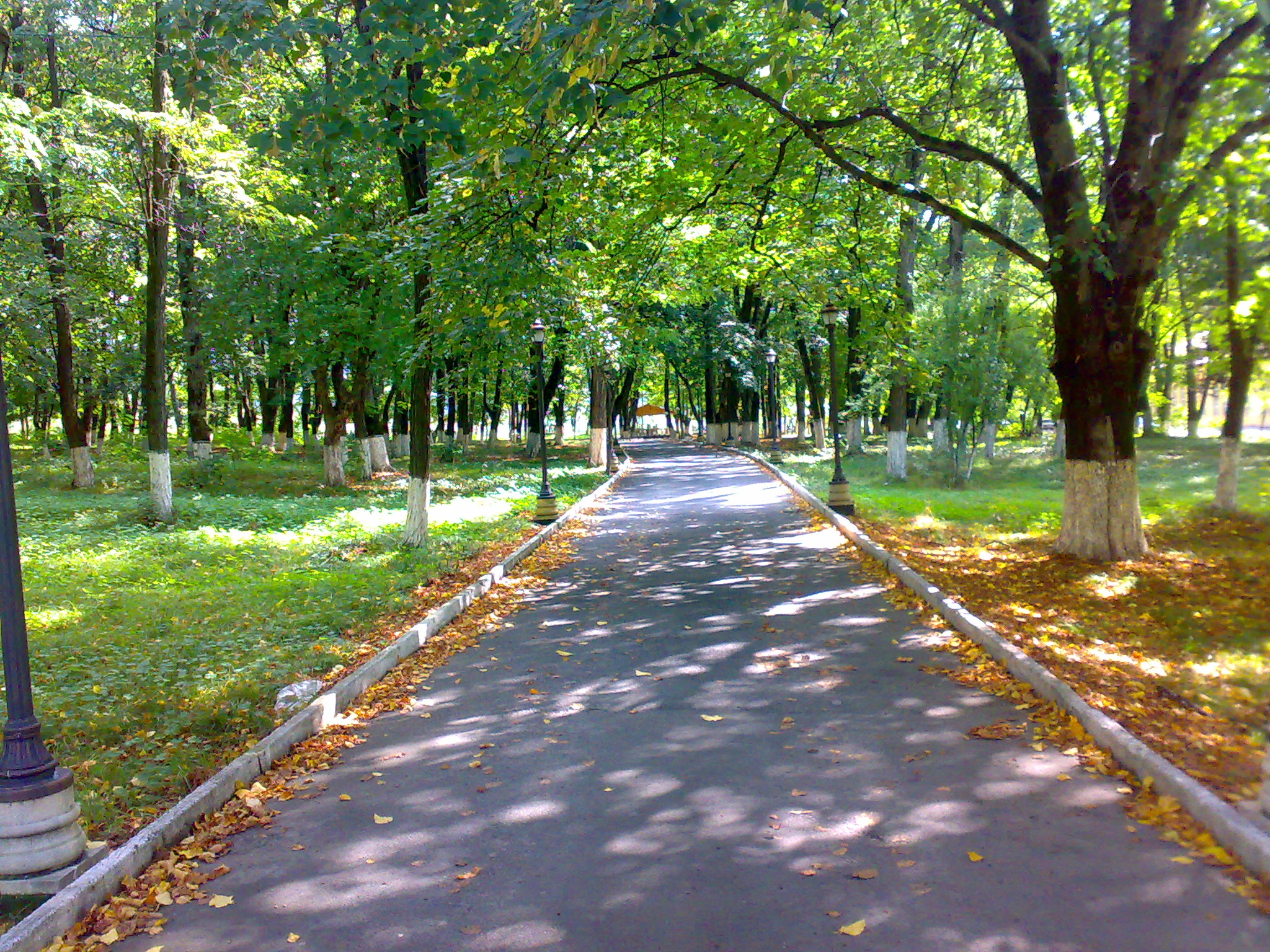
یک پارک در زاقاتالا
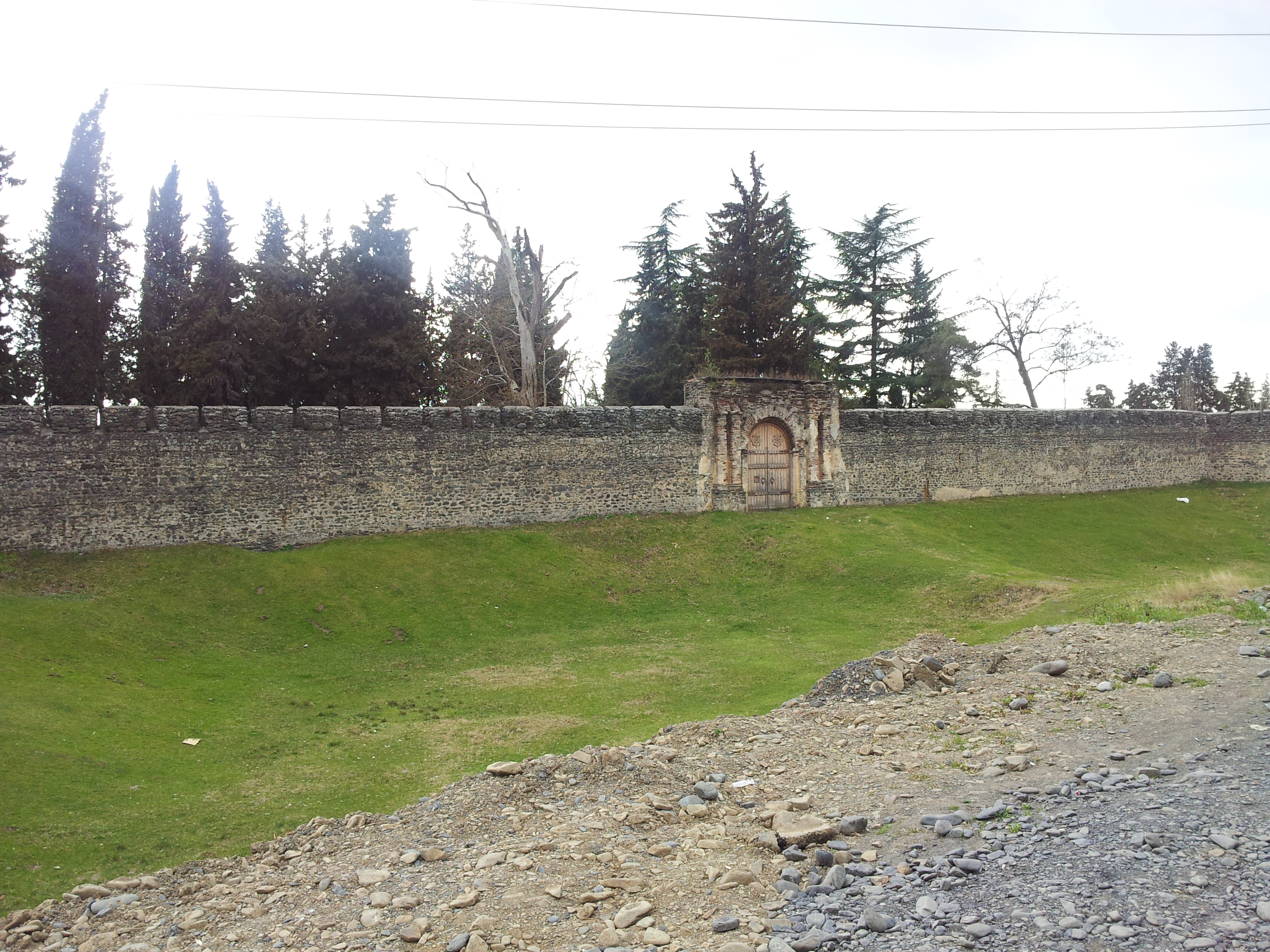
طبیعت زاقاتالا
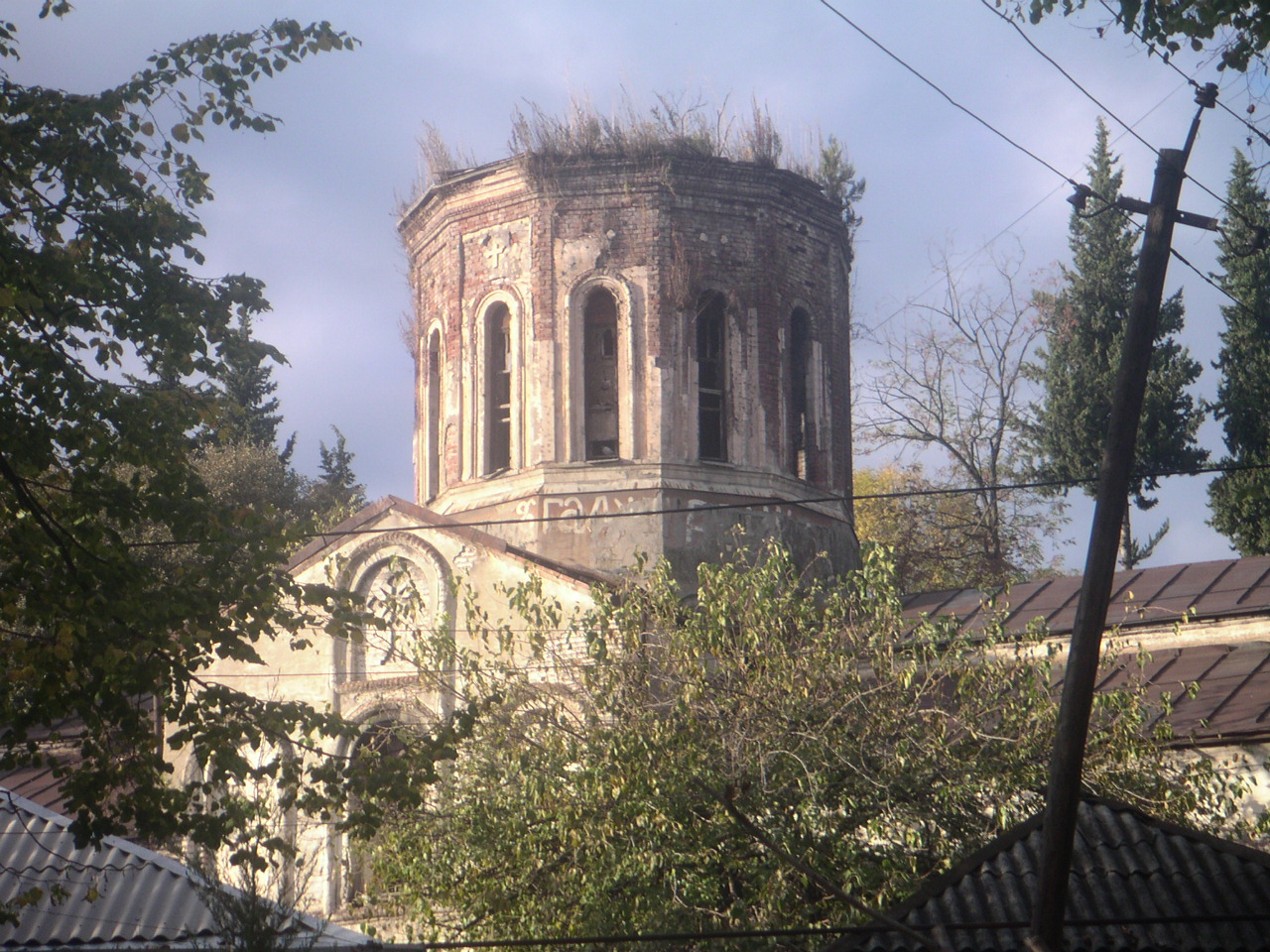
یک کلیسای متروکه گرجی در زاقاتالا